# National-libéralisme
Le national-libéralisme (ou libéralisme national) est une variante du libéralisme, combinant des politiques et des questions libérales avec des éléments de nationalisme. Historiquement, le national-libéralisme a également été utilisé dans le même sens que le libéralisme conservateur (libéralisme de droite),. Il s'agit d'une forme de nationalisme modéré.
Une série de partis politiques « nationaux-libéraux », par idéologie ou simplement par leur nom, étaient particulièrement actifs en Europe au XIXe siècle dans plusieurs contextes nationaux tels que l'Europe centrale, les pays nordiques et l'Europe du Sud-Est.

## Par pays

### Allemagne

#### La formation du nationalisme allemand au début duXIXesiècle
Reprenant souvent dans les premières années du XIXe siècle les idées de la Révolution française (la nation comme « communauté de citoyens », d'abord fondée sur l'ordre juridique de l'État et l'adhésion à une même Constitution, la Staatsnation), le nationalisme allemand va en diverger rapidement. La mainmise par Napoléon Ier sur les États allemands amène une réaction : le patriotisme allemand prend pour moteur la résistance à cette emprise et apparaissent les penseurs qui centrent au contraire leur conception de la nation sur une singularité historique du peuple allemand, la Volksnation : Joseph Görres ou Johann Gottlieb Fichte se font les premiers chantres de la germanitude.
Après le départ des Français, c'est l'influence du Romantisme qui va imprégner le nationalisme allemand. Idéalisation du passé, particulièrement du Moyen Âge, et aussi de Luther en Allemagne protestante : on se fonde sur les grands héros allemands et on met en avant la Kulturnation. Même si ces conceptions sont davantage portées à cette époque par les penseurs les plus réactionnaires tels le Saxon Adam Müller et qu'un libéral comme le Badois Karl von Rotteck déclare préférer la liberté sans unité à l'unité sans liberté, les rêves romantiques imprègnent aussi les forces les plus progressistes ; ainsi l'essayiste libéral français Saint-Marc Girardin écrit-il en 1835

« Le libéralisme allemand aime la philosophie de 89, la Révolution française, les journées libératrices de juillet ; en même temps il adore le Moyen Âge avec sa noblesse indépendante et fière, avec ses villes libres (...)» alors qu'il devrait «se rattacher purement et simplement à la philosophie politique que la France a promulguée en 89, il a des tendresses pour les libertés locales et mesquines du XIIIe et du XIVe siècles »

Première spécificité allemande donc, soulignée par T. Nipperdey (il écrit, à propos de l'époque du Vormärz : «En Allemagne, le nationalisme et le libéralisme ne se contentaient pas de marcher main dans la main, ils étaient en fait identiques.»), les idéologies libérale et nationale sont toutes deux progressistes ; elles attirent ceux qui veulent faire évoluer l'ordre ancien dans le sens de l'autonomie —qu'il s'agisse de libertés individuelles à faire prospérer par des Constitutions libérales ou de l'auto-détermination du peuple allemand conduisant à son unité.
Deuxième spécificité allemande, l'alliance entre une nostalgie réactionnaire qu'on rattacherait ailleurs au seul conservatisme et la pensée économique ou antiautoritaire de la bourgeoisie capitaliste, pour qui l'idéal national allemand est attirant non seulement par ses facettes idéologiques mais aussi par les potentialités de développement commercial qu'il recèle (abolition des frontières douanières).

#### Vers la constitution d'un parti national-libéral: du Parlement de Francfort à la guerre austro-prussienne
L'ébullition politique de 1848 va marquer un pas important dans la formation en Allemagne d'un système de partis, même si les historiens divergent sur l'appréciation de la structuration des familles politiques au sein du Parlement de Francfort (H. Kaack jugeant qu'on ne peut y voir apparaître des partis au sens moderne, Dieter Langewische estimant au contraire que les fractions parlementaires étaient clairement perçues comme structurantes, même par les contemporains)
C'est d'abord en 1847 que deux rassemblements d'hommes politiques libéraux venus de toute l'Allemagne vont se succéder. Le premier, formé de libéraux «démocrates», se réunit à Offenbourg le 12 septembre 1847 ; le second rassemble 18 libéraux «modérés», convoqués par David Hansemann à Heppenheim le 10 octobre 1847 : ceux-ci vont faire de l'unité allemande le point primordial de leur programme. On peut voir dans cette succession de deux réunions la première manifestation de la division de la famille libérale qui interviendra vingt ans plus tard, et voir dans la réunion d'Heppenheim les prémices de l'organisation d'un parti national-libéral ; d'autres historiens y voient au contraire une analyse abusive, essentiellement issue d'une analyse marxiste de chercheurs est-allemands, et reportent à 1848 les premiers symptômes de la division de la famille libérale.
L'année 1848 c'est celle du parlement de Francfort, un événement majeur tant pour l'histoire de la libéralisation politique que pour celle de la formation de l'unité nationale. Dans ce parlement aussi bien les libéraux que les conservateurs se regroupent en « fractions », sortes de groupes parlementaires informels et nouvelle étape vers la formation de partis politiques constitués. C'est la fraction Casino, la plus nombreuse du Parlement avec près de 200 membres politiquement situés à la droite de la représentation libérale, qui par son positionnement se rapproche sans doute le plus de ce qu'on nommera bientôt national-libéralisme : un libéralisme modérément démocratique, attaché au suffrage restreint, et qui fait de la question de l'unité nationale sa priorité absolue.
Après que Frédéric-Guillaume IV de Prusse a refusé en 1849 de «ramasser la couronne dans le caniveau», les espoirs des révolutionnaires de 1848 s'effondrent, et une période de réaction s'ouvre. État après État on limite la liberté d'association et de réunion ; et surtout toute fédération d'associations est prohibée, interdisant toute formation à l'échelle panallemande de partis politiques. Pendant plus de dix ans, rien n'existe qui établisse une continuité entre les fractions du Parlement de Francfort et le premier parti politique libéral qui sera fondé en 1861. Le Parti libéral national est formé en 1866.
En revanche sur le plan de l'évolution de la doctrine nationale-libérale, on doit noter en 1853 l'invention par le journaliste August Ludwig von Rochau (de), dans son essai Grundsätze der Realpolitik, d'un terme qui va faire fortune bien au-delà du monde germanophone : le mot Realpolitik. Ses idées vont prospérer parmi l'aile droite du libéralisme, qui l'utilisera pendant des décennies pour justifier de son rapprochement avec la droite conservatrice.

### États-Unis
L'auteur Yael Tamir emploie le terme dans son livre Liberal Nationalism (1995).
Les présidents Ronald Reagan et Donald Trump sont proches de ce courant. Ce dernier, avec pour slogan « America First », adopte des mesures protectionnistes tout en instituant une réforme fiscale favorable au patronat et aux personnes fortunées et en s'opposant et aux lois favorisant la protection sociale des Américains comme l'« Obamacare ».

### France
La revue Réfléchir et agir désigne sous le vocable de nationaux-libéraux (libéraux nationalistes) le réseau de droite de la droite constitué par le Carrefour de l'horloge, la fondation Polémia, Renaissance 95, Radio Courtoisie, une partie du Mouvement national républicain (MNR) et certains aspects du Mouvement pour la France (MPF). Il en désigne comme figures actuelles: Jean-Yves Le Gallou, Henry de Lesquen, Paul-Marie Coûteaux, François-Georges Dreyfus, Alain Dumait et Bruno Mégret. Le Carrefour de l'horloge théorise le national-libéralisme dans son premier ouvrage collectif, Les Racines du futur, publié en 1977, qui plaide pour « une libération de l'initiative individuelle » ancrée sur « les racines identitaires de la Nation française »,. Le sociologue Edmond Marc Lipiansky emploie le terme dans son livre de 1979: L'âme française ou le national-libéralisme. Analyse d'une représentation sociale. Le Front national est parfois classifié comme national-libéral ainsi que le RPR des années 1990. La revue Devenir distingue les nationalistes-révolutionnaires, qu'elle catégorise dans les idéologies ayant une vision sociale développée et les nationaux-libéraux, qu'elle qualifie proches d'un programme économique de droite.
Durant l'entre-deux tours de l'élection présidentielle française de 2012, le syndicat SUD Étudiant qualifie dans un communiqué la politique menée par Nicolas Sarkozy depuis 2007 de « nationale-libérale ». Le journaliste Laurent de Boissieu indique qu'« aujourd'hui, l'expression national-libéralisme est couramment utilisée pour désigner ceux des souverainistes qui sont à la fois libéraux à l'intérieur et protectionnistes à l'extérieur » : il prend ainsi comme exemple le Mouvement pour la France et la formule de Philippe de Villiers selon laquelle « la seule politique économique raisonnable est la suivante : à l'extérieur, protéger, à l'intérieur, libérer ».
En 2019, Guillaume Larrivé porte un « projet national-libéral » à l'occasion de sa candidature à la présidence des Républicains.

## Résurgences du terme
On constate une résurgence de courant idéologique, s'inscrivant typiquement dans la continuité du nationalisme libéral allemand. Contrairement au libéralisme classique, le nationalisme libéral ou conservateur, refuse de confondre la société civile avec l'État. Le national-libéralisme rejette le pacifisme, le contractualisme et le cosmopolitisme,. Le néoconservatisme américain, influencé par la pensée de Leo Strauss, de Carl Schmitt et de Hegel, est parfois assimilé au national-libéralisme de par son rejet du pacifisme dans les relations internationales,.
Certains[Qui ?] considèrent que le national-libéralisme aux États-Unis est incarné par les paléo-conservateurs, qui ont effectué un syncrétisme entre nationalisme, traditionalisme, conservatisme, libéralisme et protectionnisme. Russell Kirk et Pat Buchanan font partie des principaux penseurs du mouvement,.
Le géopolitologue Michael Foley (en) déclare que « les paléo-conservateurs font pression pour des restrictions sur l'immigration, un recul des programmes multiculturels et des changements démographiques à grande échelle, la décentralisation de la politique fédérale, le rétablissement des contrôles sur le libre-échange, une plus grande emphase sur le nationalisme économique et un non-interventionnisme dans la conduite de la politique étrangère américaine ».[réf. à confirmer]
Pour le journaliste Sylvain Cypel, « la différence entre néocons et nationalistes est que les seconds, cyniquement motivés par la seule promotion des intérêts américains, se préoccupent peu de contribuer au bonheur des peuples ou à l’expansion de la démocratie, quand les néoconservateurs, eux, se parent des habits du progrès et théorisent l’idée que l’intérêt américain accompagné du modèle de société qu’il véhicule constitue le phare universel unique qu’ils entendent imposer. »